# Застава Сан Марина
Државна застава Сан Марина се састоји из две хоризонталне траке исте ширине, беле (горе), и светлоплаве боје, са државним грбом на центру; грб на себи има штит (на коме су три куле на три врха), обавијен венцем, испод круне а изнад траке на којој пише LIBERTAS (слобода). Народна застава је иста као државна, али на њој нема грба.